# Сипсик
Си́псик (эст. Sipsik) — ожившая тряпичная кукла, персонаж эстонской детской литературы, придуманный писателем Эно Раудом (1928—1996). В 1960-е годы цикл рассказов о Сипсике для дошкольников принёс Рауду популярность, а со временем Сипсик стал одним из символов детской литературы Эстонии.
Книга Рауда «Сипсик» была опубликована в 1962 году с рисунками Эдгара Вальтера; в 1970 году появился ещё один сборник «Ану и Сипсик» (эст. Anu ja Sipsik). Рассказы о Сипсике переводились на европейские языки, на русский язык и языки республик СССР.

## Происхождение и внешний вид
Решив подарить своей младшей сестре А́ну (она же А́ня) на день рождения куклу, школьник Март (он же Макси́м) шьёт её сам: лоскутки, вату и иголки с ниткой ему даёт бабушка. Сшив туловище, голову, руки и ноги, Март соединяет их, однако результат немного огорчает его: «Кукла получилась совсем некрасивая, не такая, какую он мечтал сделать». В расстроенных чувствах Март говорит, что у него получилась не кукла, а «просто сипсик какой-то» (перевод Геннадия Муравина):
Если бы Максима спросили в тот миг, что такое «сипсик», он не смог бы ответить. Просто это слово как-то само собой подвернулось ему на язык, когда он хотел обозначить неудачную свою работу, — ведь кукла, как ему казалось, получилась совсем некрасивая.
Неожиданно для Ану Сипсик начинает говорить с ней. В дальнейшем он разговаривает только с Мартом и Ану, другие его не слышат.
Наиболее популярен образ Сипсика, нарисованный художником-иллюстратором Эдгаром Вальтером — он брюнет и у него одежда в широкую бело-синюю полоску. В советском издании с иллюстрациями Германа Огородникова Сипсик изображён блондином. У него брюки в синюю полоску, однако рубашка белая в красный горошек. Рассказы о Сипсике выходили также с акварельными рисунками Романа Кашина.

## Рассказы о Сипсике
Набор и последовательность рассказов о приключениях Сипсика и его хозяйки Ану в разных переводах и изданиях несколько отличается. Всего этих рассказов пятнадцать, ниже приводятся их названия по наиболее полному переводу Татьяны Теппе, варианты в других русских переводах, оригинальное название и год первого издания.
- Март, Ану и Сипсик (= Аня, Максим и Сипсик) (эст. Mart, Anu ja Sipsik, 1962)

Незадолго до шестого дня рождения Ану Март делает для неё своими руками подарок — тряпичную куклу, которую он называет Сипсиком. Сипсик оживает и оказывается говорящим.
- День рожде́ния Ану (= День рождения) (эст. Anu sünnipäev, 1969)

Ану исполняется 6 лет. Она получает подарки, среди которых Сипсик. Хотя и неказистый на вид, он нравится Ану больше всех.
- Телевизор Ану (= Телевизор Ани) (эст. Anu televiisor, 1962)

У Ану дома нет телевизора. Однако она сделала его сама из коробки, на которой нарисовала картинку. Потом Сипсик захотел выступить по телевидению. Для этого он забрался в коробку и спел песню.
- Сипсик и синицы (= Сипсик смотрит на синиц) (эст. Sipsik vaatab tihaseid, 1970)
- Ану остаётся одна дома (= Ану одна дома) (эст. Anu üksi kodus, 1969)
- Тайна Сипсика (эст. Sipsiku saladus, 1962)

Ану без разрешения ест блинчики, а потом показывает Сипсику папину книгу с картинками про Китай, на которой оставляет жирные пятна от пальцев. Когда папа узнаёт, что Ану брала его книгу, она думает, что её выдал Сипсик. Но папа догадался об этом сам по пятнам.
- Сипсик и вешние воды (эст. Sipsik ja kevadised veed, 1969)

Весной, когда тает снег, Ану выходит с Сипсиком гулять и сажает его под крышу. Вскоре оказывается, что над Сипсиком была сосулька, и он весь промок. Его сушат на батарее.
- Как Сипсик ездил на такси (= Сипсик и такси; Поездка Сипсика в такси) (эст. Sipsiku taksosõit, 1962)

Ану и Март с родителями едут в гости на такси. На обратном пути Ану забывает Сипсика в машине, и она уезжает. Однако затем таксист видит забытую куклу и едет обратно, возвращая её Ану.
- Сипсик летит на Луну (= Как Сипсик на Луну летал; Полёт Сипсика на Луну) (эст. Sipsiku reis Kuule, 1962)

Послушав рассказы папы о космосе, Март и Ану решают построить ракету. Сипсик высказывает желание полететь на Луну. Его сажают в ракету, сделанную из коробки, и Март запускает ракету в космос. Сипсик падает недалеко от дома и на следующий день рассказывает о своём полёте.
- Сипсик отправляется в плавание (= Морское путешествие Сипсика; Морское приключение Сипсика) (эст. Sipsiku meresõit, 1970)

Летом на море Сипсик просит Ану, чтобы она отправила его в плавание на своей надувной лодочке. Вскоре он начинает уплывать от берега. Ану идёт за ним, но не может догнать. Тогда она плывёт и возвращает Сипсика. Так Ану научилась плавать.
- Сипсик на крыше (= Приключения Сипсика на крыше) (эст. Sipsik käib katusel, 1970)

Сипсик хочет погулять по крыше. Ану разрешает ему гулять, только держась за её руку. Однако Сипсик делает шаг и скатывается по крыше до водосточного жёлоба. Март и другие мальчишки спасают его, растянув под домом скатерть, на которую прыгает Сипсик.
- Сипсик собирает грибы (эст. Sipsik seenel, 1969)
- Сипсик занимается спортом (эст. Sipsik teeb sporti, 1962)

Ану приходит к своей подруге, у которой во дворе бассейн. Сипсика оставляют плавать, однако он вскоре тонет. Его вешают сушиться на бельевую верёвку, на которой он крутится, как на турнике.
- Сипсик воюет с осами (= Сипсик сражается с осами) (эст. Sipsik võitleb herilastega, 1970)

Ану собирает в саду сливы. Внезапно её и Сипсика атакуют осы. Ану убегает, однако затем возвращается спасти Сипсика, который храбро сражается с осами.
- Ану и Сипсик (= Аня и Сипсик) (эст. Anu ja Sipsik, 1970)

Ану скоро должна пойти в школу. Она уже взрослая для того, чтобы играть в куклы. С грустью она говорит об этом Сипсику, на что тот отвечает (согласно переводу Геннадия Муравина):
Ты иногда будешь вынимать меня из ящика или из коробки. И тогда тоже будешь вспоминать, как играла со мной, и как мы прокладывали путь вешним водам, и как лазили на крышу, и как путешествовали по морю в надувной лодке, и как сражались с осами. И ты вспомнишь то время, когда была ещё маленькой девочкой и тебе хотелось играть в куклы.

## Переводы

### На русский язык

Сипсик на обложке издания с иллюстрациями Германа Огородникова

Книги о Сипсике неоднократно издавались на русском языке. Помимо двух вариантов перевода, существует также пересказ Геннадия Муравина, где эстонские имена Марта и Ану локализованы (Максим и Аня соответственно), а возраст Ану в начале книги изменён с 4 на 5 лет. Наиболее полным является перевод Татьяны Теппе, изданный в 1972 году и достаточно близкий к оригинальному тексту.
- Эно Рауд. Коротыш / Перевод с эст. Т. Кург. Рисунки Эдгара Вальтера. ― Таллин: Ээсти раамат, 1969.
- Эно Рауд. Сипсик / Перевод с эст. Татьяны Теппе. Рисунки Эдгара Вальтера. ― Таллин: Ээсти раамат, 1972; 1982.
- Эно Рауд. Сипсик / Пересказал с эст. Геннадий Муравин. Рисунки Германа Огородникова. ―  Москва: Детская литература, 1979; 1980.
- Эно Рауд. Сипсик / Перевод с эст. Татьяны Теппе // Каникулы в стране сказок. Выпуск второй. — Санкт-Петербург: Лениздат, 1992.
- Эно Рауд. Сипсик / Перевод с эст. Геннадия Муравина. Рисунки Романа Кашина. — Таллинн: Издательство «КПД», 2002; 2008. — ISBN 9985899253, ISBN 978-9985899250.

### На другие языки
- английский:
  - Eno Raud. Raggie / Translation from the Estonian by U. Põks; illustrated by E. Valter. ― Tallinn: Eesti Raamat, 1969.
  - Eno Raud. Raggie / Translation from the Estonian by U. Põks; illustrated by E. Valter. ― Tallinn: Perioodika, 1992. ISBN 5797903679
  - Eno Raud. The adventures of Sipsik / Translated by Raissa Bobrova; drawings by Natalia Bisti. ― Moscow: Raduga, 1982.
- белорусский:
  - Эно Рауд. Карантыш / Пер. Я. Курто; ил. Я. Куліка. ― Минск: Мастацкая літаратура, 1974.
- латышский:
  - Eno Rauds. Kriksītis / No igauņu valodas tulkojusi Džuljeta Plakidis; mākslinieks Zigurds Kampars. — Rīgā: Liesma, 1971.
- литовский:
  - Enas Raudas. Cypliukas / Nupiešė Edgaras Valteris; vertė Rasa Unt. — Vilnius: Vaga, 1965.
  - Enas Raudas. Cypliukas; Ana ir Cypliukas / Iš estų kalbos vertė Rasa Unt. — Vilnius: Vaga, 1982.
  - Enas Raudas. Cypliukas / Iš estų kalbos vertė Rasa Cecilija Unt. — Vilnius: Gimtasis žodis, 2006.
- немецкий:
  - Eno Raud. Flickerl / As dem Estnischen übertragen von Helga Viira; Illustrationen von Edgar Valter. — Tallinn: Perioodika, 1968; 1978.
  - Eno Raud. Anu und Flickerl / Aus dem Estnischen übertragen von Helga Viira; Ill. von Edgar Valter. — Tallinn: Perioodika, 1978.
- польский:
  - Eno Raud. Fikmik / Przekł. z ros. Bogdan Justynowicz; ilustr. Jullita Karwowska-Wnuczak. — Warszawa: Krajowa Agencja Wydawnicza, 1976.
- таджикский:
  - Эно Рауд. Сипсик. — Душанбе: Маориф, 1982.
- украинский:

Сiпсик: для дошкiльного вiку. / Дiтям написав Е. Рауд; намалював Е. Вальтер; переклал з естонськоï Алла Спрогiс. — Киïв: Веселка, 1969, 24 pp.
- финский:
  - Eno Raud. Anu ja Sipsik / Suomentanut I. Typpö; kuvittanut Edgar Valter. — Helsinki: Kansankulttuuri, 1979.

## Дополнительные факты
- Имена героев «Март» и «Ану» совпадают с именами родственников писателя — его отца, писателя Марта Рауда и сестры, художницы Ану Рауд.
- Имя Сипсик используется как нарицательное: в сериале «Деффчонки»: героиня Леля так называет своего молодого человека.

## Отзывы
- А. Копейкин[6]:

Ану и Март играют с Сипсиком — залезают на крышу, отправляют его на Луну, путешествуют по морю в надувной лодке, сражаются с осами — и одновременно узнают много-много всего о мире, который их окружает. Рауд ловко балансирует на грани реальности и фантазии, поэтому как-то даже не хочется называть его повесть «сказкой». Ведь в ней не происходит ничего такого, что не могло бы случиться с обычными детьми. Только им одним Сипсик кажется живым и настоящим — взрослые-то этого не замечают, для них он всего-навсего самодельная кукла. Придёт время, когда и сама Ану будет с улыбкой вспоминать, как играла с некрасивым, но отчего-то очень симпатичным Сипсиком, если вдруг случайно обнаружит его среди прочих игрушек в старой коробке. Да и он, тихонько там полёживая, будет, наверное (ведь он обещал!), помнить маленькую девочку, которая так сильно его любила.

## Экранизация
В 2020 году по книге о Сипсике был снят одноимённый эстонский анимационный фильм «Сипсик» (режиссёр Меэлис Арулепп). Премьера в России состоялась 29 июля 2021 года. В 2020 году мультфильм был номинирован на премию фестиваля «Children KinoFest» в категории «Лучший анимационный фильм», в том же году он стал победителем фестиваля «Estonian Film and TV Awards».